# 福祿數
福祿數（Froude number,Fr）為流體力學中無量綱的純量，為慣性力和重力效應之比，公式如下：
{\displaystyle Fr={\frac {u}{\sqrt {gL}}}}
式中u為流體速度，L為物體特徵長度，g為重力加速度。
明渠流和波浪力學中都常用到福祿數。在明渠流中，長度L為水深h。在波浪力學中，福祿數代表平均流速與重力波的波速之比。福禄数与马赫数有一些类似。在理论流体力学中，通常不考慮福禄数。比如，齐次的欧拉方程就是一个守恒的方程。
在船舶工程中，福禄数非常重要，可以用来计算淹没在水中的部分所受到的阻力
。
- 當Fr > 1 稱為超臨界流，為流速急湍，水深小的流況，表示慣性力對流動之影響較重力為大。
- 當Fr < 1 為亞臨界流，為流速緩慢，水深大的流況。
- 當Fr = 1 為臨界流（英语：Critical flow）[2][3]。